# Една Вілді
Една Вілді (англ. Edna Wildey; 24 листопада 1882 — 29 березня 1970) — колишня американська тенісистка.
Найвищим досягненням на турнірах Великого шолома були фінали в одиночному, парному та змішаному парному розрядах.

## Фінали турнірів Великого шолома

### Парний розряд (5 поразок)
| Результат | Рік  | Турнір                           | Покриття | Партнерка            | Суперниці                             | Рахунок         |
| --------- | ---- | -------------------------------- | -------- | -------------------- | ------------------------------------- | --------------- |
| Поразка   | 1907 | Відкритий чемпіонат США з тенісу | Трава    | Natalie Wildey       | Марі Вімер Каррі Нілі                 | 1–6, 6–2, 4–6   |
| Поразка   | 1910 | Національний чемпіонат США       | Трава    | Аделейд Бравнінґ     | Гейзел Гочкіс-Вайтмен Едіт Роч        | 4–6, 4–6        |
| Поразка   | 1913 | Національний чемпіонат США       | Трава    | Дороті Ґрін          | Мері Браун Луїс Рідделл Вільямс       | 10–12, 6–2, 3–6 |
| Поразка   | 1914 | Національний чемпіонат США       | Трава    | Луїс Геммонд Реймонд | Mary K. Browne Луїс Рідделл Вільямс   | 8–10, 2–6       |
| Поразка   | 1916 | Національний чемпіонат США       | Трава    | Луїз Реймонд         | Молла Б'юрстедт Маллорі Елеонора Сірс | 6–4, 2–6, 8–10  |

### Мікст (2 поразки)
| Результат | Рік  | Турнір                           | Покриття | Партнерка         | Суперниці                                  | Рахунок  |
| --------- | ---- | -------------------------------- | -------- | ----------------- | ------------------------------------------ | -------- |
| Поразка   | 1910 | Відкритий чемпіонат США з тенісу | Трава    | Herbert M. Tilden | Гейзел Гочкіс-Вайтмен Joseph Carpenter Jr. | 2–6, 2–6 |
| Поразка   | 1911 | Національний чемпіонат США       | Трава    | Herbert M. Tilden | Гейзел Гочкіс-Вайтмен Воллас Ф. Джонсон    | 4–6, 4–6 |